# Arthur Russell (musiker)
Charles Arthur Russell Jr., född 21 maj 1951 i Oskaloosa, Iowa, död 4 april 1992 i New York, New York, var en amerikansk avantgardemusiker.
När Arthur Russell var 18 år flyttade han till San Francisco där han lärde känna Allen Ginsberg. Arthur Russell, som lärt sig spela cello i Oskaloosa, ackompanjerade Allen Ginsberg när han sjöng och läste poesi. I slutet av 1970-talet började han släppa egen musik inom disco under olika alias, varav Dinosaur L kanske är det mest kända.
1992 dog Arthur Russell av en aids-relaterad sjukdom.

## Diskografi (urval)

### Studioalbum
- 1981 – 24→24 Music (som Dinosaur L; Sleeping Bag Records)
- 1983 – Tower of Meaning (Chatham Square; limiterad utgåva)
- 1984 – Instrumentals (Disques du Crepuscule)
- 1986 – World of Echo  (Upside Records (Mute Records), i USA / Rough Trade, i Storbritannien)

### Postumt sammansatta album
- 1994 – Another Thought
- 2004 – Calling Out of Context
- 2004 – The World of Arthur Russell
- 2008 – Love Is Overtaking Me
- 2015 – Corn
- 2019 – Iowa Dream